# Els Surfing Sirles
Els Surfing Sirles van ser un grup musical compost per Guillem Caballero (teclats i cors), Uri Caballero (guitarra), Xavi Garcia (bateria) i Martí Sales (veu i guitarra). El nom del grup té com a origen la música surf i a la paraula romanó sirla que vol dir navalla.

## Història
Tot i començar a tocar pels vorals del 2006 participant en un CD col·lectiu publicat per Carnús Records anomenat "D'aquí a 100 anys no hi haurà alcaldes" amb set cançons que havien de formar part d'un CD autoeditat que havia de portar el nom de "Nedant en l'ambulància", no va editar el seu primer disc propi fins al 2010.
El primer disc "LP" (2010) editat amb Bankrobber, sonava com un rock de garatge de sonoritat crua, amb influències del soul i amb un llenguatge que barreja girs col·loquials i cultes, amb cites a J. V. Foix i Joan Maragall.
El 2011 publicaren el segon disc, "Romaní, semen i sang", on com explica a la contracoberta Miquel J. Foix, “finalment els ha quedat un disc molt maco. És perquè el duien molt assajat i perquè cada dia arribaven d'hora a l'estudi per aprofitar totes les hores”. Un disc on tornen a posar a prova els límits del rock'n'roll amb derivacions psicodèliques i sentit de l'humor.
El 2012 es publicaria finalment "Nedant en l'ambulància", remasteritzat i com a bonus la remescla que Guillamino va fer de "Pubilla de cuixa forta".
"Música de consum" (2013) és el quart i també últim disc del grup, que anunciava la seva desaparició arran de la sobtada mort, al juliol del 2013, del guitarrista Uri Caballero. Aquest disc compta amb 12 noves cançons gravades a la primavera entre els estudis Calacari (Montseny) i el teatre Ca l'Eril (Guissona), produïdes pel grup amb la complicitat d'amics com Joan Colomo, Mau Boada i Joan Pons.

## Discografia
- Música de consum (2013)
- Romaní, semen i sang (2011)
- Eix Transversal (2010)
- LP (2010)